# Meridià 117 a l'oest
El meridià 117 a l'oest de Greenwich és una línia de longitud que s'estén des del pol Nord travessant l'oceà Àrtic, Amèrica del Nord, el Golf de Mèxic, l'oceà Pacífic, l'oceà Antàrtic, i l'Antàrtida fins al pol Sud.
El meridià 117 a l'oest forma un cercle màxim amb el meridià 63 a l'est. Com tots els altres meridians, la seva longitud correspon a una semicircumferència terrestre, uns 20.003,932 km. Al nivell de l'Equador, és a una distància del meridià de Greenwich de 13.024 km.

## De Pol a Pol
Començant en el pol Nord i dirigint-se cap al pol Sud, aquest meridià travessa:
| Coordenades                               | País, territori o mar         | Notes |
| ----------------------------------------- | ----------------------------- | --- |
| 90° 0′ N, 117° 0′ O / 90.000°N,117.000°O  | Oceà Àrtic                    | |
| 77° 28′ N, 117° 0′ O / 77.467°N,117.000°O | Canadà                        | Territoris del Nord-oest — Illa del Príncep Patrick |
| 76° 20′ N, 117° 0′ O / 76.333°N,117.000°O | Estret de Fitzwilliam         | |
| 76° 12′ N, 117° 0′ O / 76.200°N,117.000°O | Estret de Kellett             | |
| 75° 44′ N, 117° 0′ O / 75.733°N,117.000°O | Canadà                        | Territoris del Nord-oest — Illa de Melville |
| 75° 34′ N, 117° 0′ O / 75.567°N,117.000°O | Badia de Purchase             | |
| 75° 29′ N, 117° 0′ O / 75.483°N,117.000°O | Canadà                        | Territoris del Nord-oest — Illa de Melville |
| 75° 9′ N, 117° 0′ O / 75.150°N,117.000°O  | Estret de McClure             | |
| 74° 7′ N, 117° 0′ O / 74.117°N,117.000°O  | Canadà                        | Territoris del Nord-oest — Illa de Banks |
| 73° 7′ N, 117° 0′ O / 73.117°N,117.000°O  | Estret del Príncep de Gal·les | |
| 72° 57′ N, 117° 0′ O / 72.950°N,117.000°O | Canadà                        | Territoris del Nord-oest — Illa Victòria |
| 70° 32′ N, 117° 0′ O / 70.533°N,117.000°O | Prince Albert Sound           | |
| 70° 6′ N, 117° 0′ O / 70.100°N,117.000°O  | Canadà                        | Territoris del Nord-oest — Illa Victòria Nunavut — des de 70° 0′ N, 117° 0′ O / 70.000°N,117.000°O a Illa Victòria |
| 69° 42′ N, 117° 0′ O / 69.700°N,117.000°O | Estret de Dolphin i Union     | |
| 68° 57′ N, 117° 0′ O / 68.950°N,117.000°O | Canadà                        | Nunavut Territoris del Nord-oest — des de 66° 52′ N, 117° 0′ O / 66.867°N,117.000°O Alberta — des de 60° 0′ N, 117° 0′ O / 60.000°N,117.000°O Colúmbia Britànica — des de 51° 50′ N, 117° 0′ O / 51.833°N,117.000°O |
| 49° 0′ N, 117° 0′ O / 49.000°N,117.000°O  | Estats Units                  | Idaho Washington — des de 46° 18′ N, 117° 0′ O / 46.300°N,117.000°O Oregon — des de 46° 0′ N, 117° 0′ O / 46.000°N,117.000°O Idaho — des de 44° 46′ N, 117° 0′ O / 44.767°N,117.000°O Oregon — des de 44° 15′ N, 117° 0′ O / 44.250°N,117.000°O Idaho — des de 43° 52′ N, 117° 0′ O / 43.867°N,117.000°O Nevada — des de 42° 0′ N, 117° 0′ O / 42.000°N,117.000°O Califòrnia — des de 36° 51′ N, 117° 0′ O / 36.850°N,117.000°O |
| 32° 33′ N, 117° 0′ O / 32.550°N,117.000°O | Mèxic                         | Baixa Califòrnia — passa a l'est de Tijuana |
| 32° 16′ N, 117° 0′ O / 32.267°N,117.000°O | Oceà Pacífic                  | |
| 60° 0′ S, 117° 0′ O / 60.000°S,117.000°O  | Oceà Antàrtic                 | |
| 73° 57′ S, 117° 0′ O / 73.950°S,117.000°O | Antàrtida                     | Territori no reclamat |